# Гурзуфское Седло
Гурзу́фское Седло́ (также Гурбет-Дере-Богаз, укр. Гурзуфське сідло, крымскотат. Gurzuf egeri, Гурзуф эгери) — перевал в Крымских горах, один из наиболее высоких перевалов Крыма, доступных для проезда автотранспортом (высота — 1348 метров над уровнем моря).
Перевал находится на нижней точке Гурзуфского хребта, узкой части яйлы, расположенной между Бабуган-яйлой (с северо-востока) и Гурзуфской яйлой (с юго-запада). Через перевал ведёт грунтовая лесная дорога, к югу спускающаяся через посёлок Партизанское к Южнобережному шоссе, а к северу выводящая на Романовское шоссе.
Как утверждают ученые[кто?], именно с этого места «выпали» скалы Адалары и гигантский Красный камень (Кизил-Таш), который остановился выше Южнобережного шоссе рядом с посёлком Краснокаменка.
Перевал находится на территории Крымского природного заповедника. Через данный перевал проходит маршрут знаменитой «Артековской тропы», которой многие поколения артековцев поднимались на Роман-Кош, высшую точку Крыма.
Под самым перевалом (в ложбине на южных склонах) находится активный родник Гурбет-Дере-Богаз-Кешмеси (также известный под названиями Дар-Бугаз, Перевальный, Родник под Гурзуфским седлом). Вблизи перевала в 1981 году было обнаружено древнее святилище времён античной эпохи.

## Галерея

Карта района Бабуган-яйлы. Перевал Гурзуфское Седло — внизу карты